# Deepa Mehta

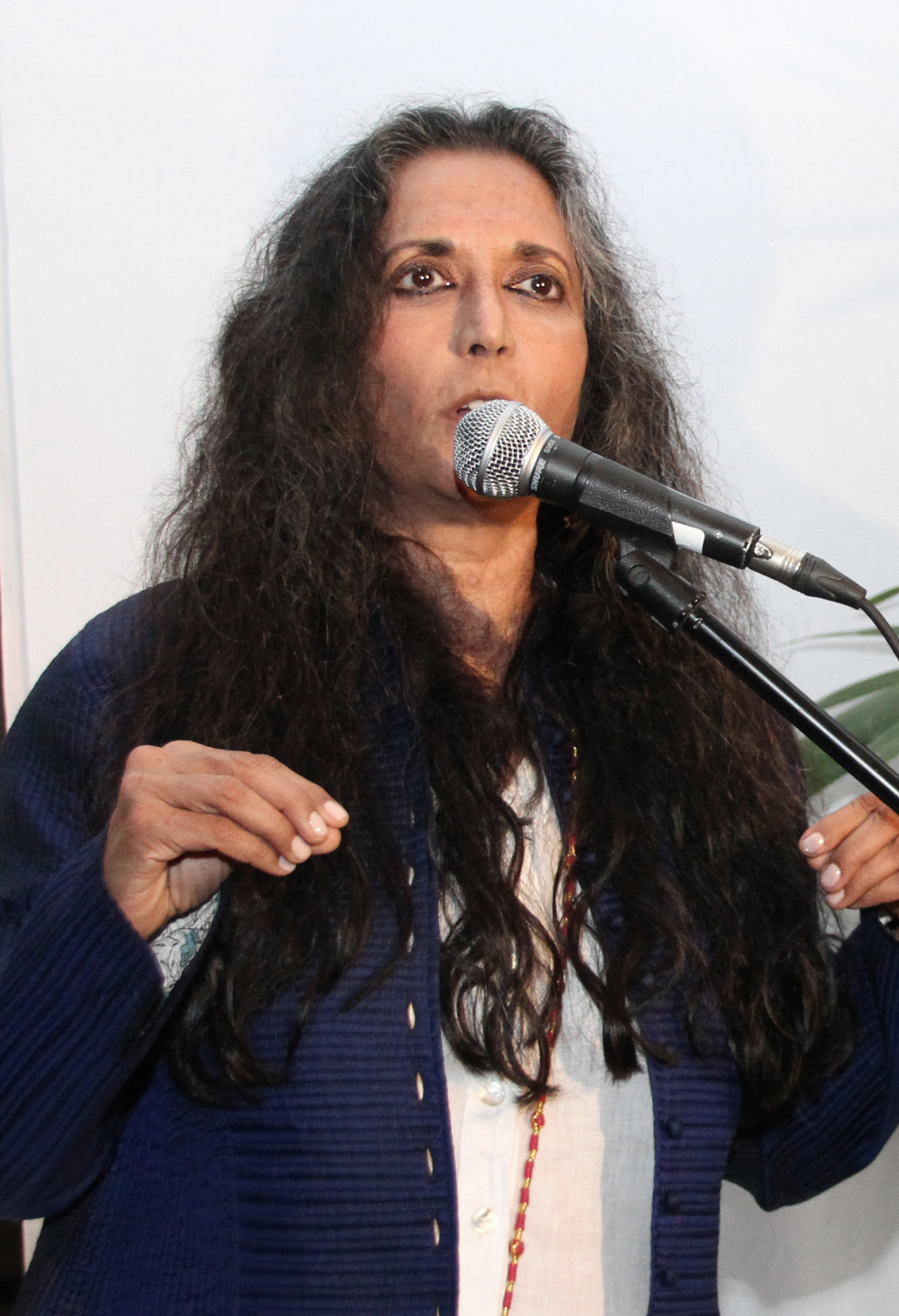
Deepa Mehta (2012)

Deepa Mehta OC OOnt (* 1. Januar 1950 in Amritsar, Indien) ist eine kanadische Regisseurin und Drehbuchautorin indischer Herkunft. Ihre Filme beschäftigen sich häufig mit sozio-kulturellen Problemen.

## Leben
Nach ihrem Abschluss in Philosophie an der University of Delhi emigrierte sie 1973 nach Kanada.
Sie begann dort als Drehbuchautorin für Kinderfilme. Mit Sam & Me, einer Geschichte über die Beziehung eines jungen Moslems und eines älteren Juden in Toronto (Deepa Mehtas Wohnort), hatte sie 1991 ihre Spielfilmdebüt als Regisseurin. Ihr zweiter Film wurde Camilla (1994) mit Bridget Fonda und Jessica Tandy in den Hauptrollen.
Am bekanntesten ist jedoch Mehtas Elemente-Trilogie – Fire (1996), Earth (1998), Water (2005) – die allesamt in Indien spielen und auch von den Darstellerleistungen Kulbhushan Kharbandas und Nandita Das’ leben. Fire spielt im modernen Indien und erregte dort Kontroversen wegen seiner schonungslosen Betrachtung einer Ehe und einem offenbar lesbischen Verhältnis zweier Frauen, eine gespielt von Shabana Azmi, einer der wichtigsten indischen Schauspielerinnen der Gegenwart. Earth beschäftigt sich mit der Teilung Indiens im Jahre 1947 aus der Sicht eines jungen Parsen-Mädchens. Water hat das Leben von Witwen in den 1930er Jahren in einem verarmten Ashram zum Thema. Die Filmproduktion in Indien musste wegen hindunationalistischer Proteste und Angriffe abgebrochen werden, obwohl Mehta eine Drehgenehmigung von der Zentralregierung in Neu-Delhi hatte. Der Film wurde bislang in Indien nicht gezeigt.
Deepa Mehtas jüngstes Projekt ist der Film Exclusion mit den indischen Filmstars Amitabh Bachchan und John Abraham über den sogenannten Komagata-Maru-Zwischenfall, die Verweigerung der Aufnahme indischer Emigranten im Jahr 1914 in Nordamerika.
Sie hat eine gemeinsame Tochter mit dem kanadischen Regisseur und Produzenten Paul Saltzman.

## Auszeichnungen
Deepa Mehta wurde mit verschiedenen Preisen ausgezeichnet, etwa gewann sie 1991 die Goldene Kamera für den besten Debütfilm des Cannes Filmfestivals für Sam & Me, und 2003 erhielt sie einen Genie Award für Bollywood/Hollywood.
2006 erhielt sie die Ehrendoktorwürde der University of Western Ontario.

## Filmografie
- 1975: At 99: A Portrait of Louise Tandy Murch
- 1988: Martha, Ruth & Edie
- 1989: Danger Bay – Folge: This Little Piggy
- 1991: Sam & Me
- 1993: Die Abenteuer des jungen Indiana Jones – Benares, Januar 1910
- 1994: Camilla
- 1996: Young Indiana Jones: Travels with Father
- 1996: Fire – Wenn Liebe Feuer fängt
- 1998: Earth
- 2002: Bollywood Hollywood
- 2003: The Republic of Love
- 2005: Water
- 2008: The Forgotten Woman
- 2012: Mitternachtskinder
- 2021: Yellowjackets (Fernsehserie, 1 Folge)